# La Ruche d'Hellstrom
Pour les articles homonymes, voir La Ruche.
La Ruche d'Hellstrom (titre original : Hellstrom's Hive) est un roman de Frank Herbert publié en 1973. Il reçoit le prix Apollo en 1978.

## Résumé
L'« Agence » (une organisation gouvernementale américaine) enquête sur un étonnant projet appelé "Projet 40" mené par le biologiste et entomologistre Docteur Hellstrom. L'histoire du livre commence après la disparition d'un agent dans le « Val Gardé » dans l'Oregon, où est située la Grange du Docteur Hellstrom.
Lorsque les enquêteurs envoyés par l'« Agence » arriveront à pénétrer dans cette grande construction, ils y découvriront des hommes ayant subi des mutations insectoïdes...